# Soccer City
Soccer City (Afrikaans: Sokkerstad), eller First National Bank Stadium, er et fodboldstadion i Johannesburg, Sydafrika. Det er placeret ved siden af Sydafrikas fodboldforbunds hovedkvarter (SAFA House) i forstaden Soweto.
Soccer City blev benyttet ved VM i fodbold 2010, hvor Sydafrika var vært. Det var på dette stadion, at finalen mellem Holland og Spanien blev spillet den 11. juli 2010. Derfor var det under renovering i årene forinden.
Det danske landshold afviklede sin første kamp ved VM i fodbold 2010 på Soccer City mod Holland d. 14. juni 2010. Kampen endte 2-0 til Holland.

## Eksterne links
- Wikimedia Commons har flere filer relateret til Soccer City

26°14′05″S 27°58′57″Ø / 26.23481°S 27.98238°Ø